# Uberto Pasolini
Uberto Pasolini Dall'Onda (nascut l'1 de maig de 1957 a Roma, Itàlia) és un productor, director i antic banquer d'inversions italià conegut per produir la pel·lícula de 1997 The Full Monty i dirigir i produir la pel·lícula Machan de 2008 i Still Life de 2013.

## Trajectòria
Pasolini, comte italià i nebot de Luchino Visconti, va treballar com a banquer d'inversió a Anglaterra durant 12 anys. Volia participar en la pel·lícula The Killing Fields, va ser entrevistat per David Puttnam i va ser rebutjat. Quan Puttnam va anar a Bangkok per rodar la pel·lícula, Pasolini va comprar el seu propi bitllet i es va presentar al plató buscant feina. Puttnam va quedar impressionat per aquesta persistència i el va acceptar al projecte. Posteriorment, Pasolini va actuar com a explorador d'ubicacions per a The Killing Fields (1984), The Frog Prince i The Mission (1986). Va ser assistent de direcció amb tasques de productor a The Frog Prince, per a la qual també va col·laborar en traduccions mentre rodava a París, i The Mission.
Pasolini es va traslladar a Los Angeles quan Puttnam va ser nomenat cap de Columbia Pictures, i va ser vicepresident de producció, i el 1988 va supervisar la producció tant de Things Change de David Mamet com de Time of the Gypsies d'Emir Kusturica. Més tard, el 1988, Pasolini va tornar a Londres i es va incorporar a Enigma Films per actuar com a productor associat a Meeting Venus (1991), i com a productor a A Dangerous Man: Lawrence After Arabia per a un episodi de la sèrie de televisió Great Performances. El 1994 Pasolini va deixar Enigma i va fundar Redwave Films com a companyia de producció per produir la pel·lícula Palookaville, per a la qual va escollir David Epstein per escriure el guió i Alan Taylor per dirigir,
El 1997, Pasolini va rebre el reconeixement internacional com a productor de la pel·lícula The Full Monty. Va concebre la idea de la pel·lícula i va escollir Simon Beaufoy per escriure el guió i Peter Cattaneo per dirigir-la. L'any 2000, Pasolini va demanar a Aileen Ritchie que dirigís la pel·lícula de William Ivory The Closer You Get, i el 2001 va produir The Emperor's New Clothes.
La següent pel·lícula de Pasolini es va inspirar en un fet real. L'any 2004, per tal d'aconseguir visats que els permetessin accedir a un torneig internacional d'handbol que se celebrava a Baviera, 23 homes de Sri Lanka van enganyar l'ambaixada alemanya a Colombo fent creure que eren l'equip nacional d'handbol de Sri Lanka. Aleshores els homes van viatjar a Alemanya amb el pretext de participar en el torneig esportiu, però el que volien era emigrar. Van ajornar la seva fugida i van participar en diversos partits d'handbol organitzats pel Programa d'intercanvi esportiu asiàtic-alemany abans de desaparèixer. Quan Pasolini va conèixer l'incident, va decidir convertir-lo en una pel·lícula per promoure la discussió sobre el tema de la immigració il·legal, i el 2008 va estrenar l'aclamat Machan, marcant el seu debut com a director.
Després de Machan va fer amb la seva productora Redwave Films Bel Ami, protagonitzada per Robert Pattinson, Uma Thurman, Kristin Scott Thomas i Christina Ricci, que es basava en la novel·la homònima de Guy de Maupassant. La pel·lícula es va estrenar fora de competició al 62è Festival Internacional de Cinema de Berlín el febrer de 2012.
La pel·lícula Still Life del 2013, protagonitzada per Eddie Marsan i Joanne Froggatt, és la seva segona pel·lícula com a director.
El 1995, Pasolini es va casar amb la compositora Rachel Portman amb qui ha treballat en diversos dels seus projectes cinematogràfics. Els dos tenen tres fills. Es van divorciar l'any 2006.

## Filmografia
Com a productor
- Meeting Venus (1991)
- Grans actuacions (1 episodi, 1992) (TV)
- Palookaville (1995)
- The Full Monty (1997)
- Com més t'acostes (2000)
- La roba nova de l'emperador (2001)
- Machan (2008)
- Bel Ami (2011)
- Natura morta (2013)

Com a escriptor/director
- The Frog Prince (1986) (tercer ajudant de direcció)
- The Mission (1986) (tercer ajudant de direcció)
- Machan (2008)
- Natura morta (2013)
- Enlloc especial (2020)[19][20]